# فيك مانويل
فيك مانويل (18 يونيو 1987 في الفلبين - ) هو لاعب كرة سلة فلبيني في مركز هجوم قوي الجسم. لعب مع ميرالكو بولتز وNorthPort Batang Pier ‏.

## وصلات خارجية
- فيك مانويل على موقع ريلجم (الإنجليزية)
- فيك مانويل على موقع بروبوليرز (الإنجليزية)